# Departamento Presidencia de la Plaza
Das Departamento Presidencia de la Plaza liegt im Zentrum der Provinz Chaco im Nordwesten Argentiniens und ist eine von 25 Verwaltungseinheiten der Provinz. 
Es grenzt im Norden an das Departamento Sargento Cabral, im Osten an das Departamento General Donovan, im Süden an das Departamento Tapenagá und im Westen an das Departamento Veinticinco de Mayo. 
Die Hauptstadt des Departamento Presidencia de la Plaza ist das gleichnamige Presidencia de la Plaza. Sie liegt 100 Kilometer von der Provinzhauptstadt Resistencia und 1.120 Kilometer von Buenos Aires entfernt.

## Städte und Gemeinden
Das Departamento Presidencia de la Plaza ist in folgende Gemeinden aufgeteilt:
- Presidencia de la Plaza

## Nationalpark
Der Nationalpark Chaco liegt zum Teil auf dem Territorium des Departamento. Er besteht aus Wald, Flüssen und Seen. Die heimische Fauna umfasst u. a. Tapire, Affen, Gürteltiere und Viscachas.